# Redevance
Une redevance, royalty, (plur. : royalties,) ou royaltie, est un paiement qui doit avoir lieu de manière régulière, en échange d'un droit d'exploitation (brevet, droit d'auteur, droit des marques, mine, terre agricole, etc.) ou d'un droit d'usage d'un service.
Le calque « royautés » est parfois utilisé mais est déconseillé par l’Office québécois de la langue française car il s’agit d’un faux-ami.

## Histoire
La « redevance seigneuriale » désignait dans le système féodal ce que le paysan payait en espèces ou en nature à son seigneur en échange d'une terre détenue en tenure.

## Caractéristiques

### Impôt et redevance
La redevance est un montant demandé à l’usager en contrepartie de l’utilisation d’un service public. Par contre l'impôt n'est pas directement associé à l’utilisation directe d’un service public. Il en découle donc deux critères essentiels qui distinguent la redevance de l'impôt.
Premièrement, la redevance doit viser un service qui s’adresse prioritairement à l'usager et non à la collectivité dans son ensemble. L'impôt, quant à lui, est affecté aux services d’intérêt général dans leur ensemble. Il est affecté à un pot commun, mais pas à un service public déterminé comme c'est le cas pour la taxe. Par exemple, en Belgique, lorsqu’un voyageur se rend à l’aéroport de Zaventem il doit payer une redevance pour l’utilisation du tronçon ferroviaire Diabolo qui relie Bruxelles à l’aéroport. Mais, il paye également 6 % de taxe sur la valeur ajoutée du ticket (« taxe » et « impôt » sont aussi des synonymes, même s’ils s’appliquent à des types de fiscalités différentes). Ce dernier montant est un impôt car il ne sert pas à l’usager, mais à la collectivité dans son ensemble.
Deuxièmement, la redevance revêt un caractère indemnitaire. Cela signifie qu’il doit exister un rapport raisonnable entre le montant qui doit être payé pour la redevance et la valeur du service presté.

### Taxe et redevance
Les États (les collectivités territoriales, etc.) peuvent percevoir des redevances et des taxes, qui se distinguent des impôts par le fait qu'on ne les paye que si on consomme le service associé (par exemple la redevance audiovisuelle, qui est une taxe, en France ; ou encore les redevances pour l'occupation temporaire du domaine public).
La redevance se distingue d'une taxe en ce que la première est un prélèvement non obligatoire payé par l'usager d'un service (exemple : ticket de musée), quand la deuxième est un prélèvement obligatoire au profit d'un service public déterminé duquel le débiteur de la taxe est usager (taxe sur les ordures ménagères, par exemple). Le nom donné au prélèvement ne correspond pas toujours à cette définition : ainsi la taxe sur la valeur ajoutée n'est associée à aucun service précis et, en France, la redevance audiovisuelle est perçue comme une taxe.
Le contentieux au sujet d'une taxe se fera toujours devant le juge administratif alors que le contentieux sur une redevance pourra aller devant la juridiction administrative ou judiciaire selon que sera mis en cause un service public administratif (SPA) ou un service public industriel et commercial (SPIC).
Les redevances versées par les entreprises en fonction des brevets qu'elles utilisent interviennent dans le calcul de la valeur immatérielle de ces entreprises, au passif.
En application du principe pollueur-payeur, certaines redevances fonctionnent comme des écotaxes. C'est par exemple le cas dans le domaine de l'eau en France pour les redevances pour protection du milieu aquatique dues à l'Agence de l'eau pour prélèvement sur la ressource.
En particulier la redevance pour pollution diffuse à laquelle est assujettie « toute personne distribuant les produits visés à l'article L. 253-1 du code rural et de la pêche maritime en vertu de l'agrément visé à l'article L. 254-1 du même code » :

« L'assiette de la redevance est la masse de substances classées, conformément aux catégories définies pour l'application de l'article L. 4411-6 du code du travail, comme très toxiques, toxiques, cancérogènes, mutagènes, toxiques pour la reproduction ou dangereuses pour l'environnement, contenues dans les produits mentionnés au I. »

Il existe aussi une redevance pour l'usage « alimentation en eau potable ».